# Pietro Colletta
Pour les articles homonymes, voir Colletta.
Pietro Colletta, né le 23 janvier 1775 à Naples et mort le 11 novembre 1831 à Florence, est un patriote, historien et général napolitain.

## Biographie

### Jeunesse
Pietro Colletta (son prénom vient de son grand-père maternel, Pietro Gadaleta) est le fils de l'avocat Antonio Colletti (plus tard renommé Colletta), de famille napolitaine, et de Maria Saveria Gadaleta, originaire de Molfetta. Il est le troisième de sept enfants.
En 1788, à l'âge de 13 ans, il s'inscrit à l'école publique où il devient un des meilleurs élèves de sa classe. Il a pour professeur de mathématiques Gennaro Minzele, scientifique renommé, également professeur de l'historien et économiste Vincenzo Cuoco. En 1794, il est envoyé avec un des frères chez son oncle Filippo Maria Colletta qui habite à Postiglione. Il y commence entre autres des études de droit. Aussi, lorsqu'il rentre à Naples, ses parents l'inscrivent dans une des meilleures écoles de droit de la ville, mais Pietro Colletta préfère embrasser la carrière des armes.
À la fin de l'année 1794, il débute donc une carrière militaire dans l'armée royale des Bourbons, alors dirigeants du royaume des Deux-Siciles, en prenant des cours à l'Académie militaire de Naples. En juillet 1796, il sort diplômé de l'académie avec le grade d’alfiere (porte-drapeau ou enseigne). En 1797, il entre dans l'artillerie et il est nommé lieutenant en juin 1798 (il exerce une fonction d'aide de camp).
Le 5 décembre 1798, il participe à la bataille de Civita Castellana sous la direction du général Karl Mack, puis rentre à Naples en janvier 1799.

### L'opposition aux Bourbons (1799-1815)
Là, il soutient la mise en place de la République parthénopéenne, république sœur de la République française. Il dirige à cette occasion un tribunal spécial contre les légitimistes bourboniens, qui souhaitent le retour de la monarchie chassée par les insurgés.
Mais, à la suite d'actions menées par le cardinal Fabrizio Dionigi Ruffo, la monarchie est rétablie et le roi Ferdinand IV remonte sur le trône. Pietro Colletta doit alors se cacher ainsi que ses frères, eux aussi compromis dans la tentative d'instauration d'une république, et ses biens sont l'objet d'attaques de la part des sanfédistes, les partisans du cardinal Ruffo.
Il cherche ensuite à retourner dans l'armée mais sa candidature est refusée. Au contraire, il est arrêté et emprisonné au Castel dell'Ovo. Il échappe à la peine de mort de justesse en corrompant quelques juges. En avril 1800, grâce à de faux témoignages, il est libéré de prison mais sa réadmission dans l'armée est interdite.
Pietro Colletta devient alors un ingénieur civil. En 1803, il est envoyé à Fondi pour contribuer à l'assainissement des marais. En 1805, après qu'un tremblement de terre a touché Naples en détruisant de nombreux immeubles, il est embauché pour la reconstruction de la ville.
En 1806, les Bourbons sont chassés du trône pour la seconde fois et Joseph Bonaparte, frère de l'empereur Napoléon, prend possession du royaume de Naples. Le gouvernement restitue son grade militaire à Pietro Colletta qui est chargé d'une expédition contre des insurgés monarchistes en Calabre. En 1812, il est promu au grade de général et il devient directeur du département des Routes et des Ponts du royaume. Il gravit ensuite les échelons, devient aide de camp  de Joachim Murat, beau-frère de l'empereur Napoléon Ier qui succède à Joseph Bonaparte en 1808 sur le trône de Naples, puis, le 26 avril 1814, est nommé conseiller d'État. D'avril à mai 1815, il participe à la bataille d'Occhiobello, puis à la bataille de Tolentino. À la fin de l'année 1815, il est un des trois commandants à la bataille du Panaro dont il ressort victorieux en infligeant une défaite aux envahisseurs autrichiens.

### Au service des Bourbons (1815-1821)
Après la restauration de la dynastie des Bourbon-Siciles à la suite de la chute du régime napoléonien, la position importante de Pietro Colletta lui permet de conserver son grade militaire. Le nouveau roi lui confie le commandement de la division de Salerne. En 1820, il est chargé de soumettre les séparatistes siciliens lors d'une émeute importante ; il combat ensuite du côté des libéraux et des constitutionnalistes lors de la bataille de Rieti où il affronte de nouveau les Autrichiens.

### L'exil (1821-1823)
En 1821, le gouvernement napolitain connaît une instabilité qui mène à l'établissement d'un régime autoritaire quelques mois plus tard. Dans la nuit du 20 au 21 avril, il est arrêté sur ordre du ministre de la police Capece Minutolo et emprisonné dans la prison du Château Sant'Elmo.
Il est ensuite condamné à l'exil et s'embarque sur un navire qui, après une escale à Brindisi, débarque dans la ville alors autrichienne de Trieste, dans le nord de l'Italie. Après un court séjour à Vienne, durant lequel il est reçu à la cour par Metternich, il s'exile à Brno, en Moravie. Il séjourne pendant presque un an dans cette ville où il accueille par ailleurs son filleul Federico Zelada ainsi que sa belle-sœur Maria Michele Gaston.

### Florence (1823-1831)
En 1823, le gouvernement de Naples l'autorise à revenir dans le royaume des Deux-Siciles, mais il préfère s'établir dans la ville de Florence, capitale du Grand-duché de Toscane. Il y rencontre les auteurs Niccolò Tommaseo, Gino Capponi et Giacomo Leopardi au contact desquels il commence à collaborer à plusieurs études historiques et littéraires.
Il commence ainsi une carrière littéraire et il écrit durant cette période son œuvre la plus fameuse, Storia del Reame di Napoli dal 1734 al 1825, publiée à titre posthume.
Pietro Colletta décède en 1831.